# 姜维壮
姜维壮（1923年12月22日—2017年8月23日），笔名江苇，山东黄县（今龙口）人，中国财政学家、经济学家。

## 生平
姜维壮于1946年考入北平华北文法学院经济系，1949年转入华北大学。1950年曾参加朝鲜战争，随部队到达东北后，留在东北区财政部税政金融处任职。1953年赴莫斯科财政学院留学，是中华人民共和国建国后首个留苏的财政学专业研究生。1957年毕业，获副博士学位。回国后任职于财政部科研所。1962年起先后任教于中央财政金融学院、辽宁财经学院。
姜维壮曾任北京市人大代表，财政部学位委员会委员，中国财政学会常务理事、荣誉理事等职。2017年4月，获中国财政学会授予的首届中国财政理论研究终身成就奖。
2017年8月23日，姜维壮在北京逝世，终年95岁。